# Parafia Niepokalanego Poczęcia Najświętszej Maryi Panny w Konarzewie
Parafia pw. Niepokalanego Poczęcia Najświętszej Maryi Panny w Konarzewie – parafia rzymskokatolicka należąca do dekanatu Trzebiatów, archidiecezji szczecińsko-kamieńskiej, metropolii szczecińsko-kamieńskiej. Siedziba parafii mieści się w Konarzewie 

## Historia
Do 1957 r. Konarzewo było filią parafii w Trzebiatowie. Od tego roku stało się samodzielną placówką, w której skład wchodziło 11 wsi. 31 grudnia 1986 r. zmieniono granice parafii – oddzielono Pogorzelicę, Niechorze i Lędzin, tworząc osobną parafię św. Stanisława BM w Niechorzu. 

## Obszar parafii

### Miejscowości i ulice
W granicach parafii znajdują się miejscowości:

- Czaplice,
- Drozdowo,
- Kusin,
- Konarzewo,
- Rogozina,
- Sadlno,
- Skalno,
- Zapolice.

## Miejsca święte

### Kościół parafialny w Konarzewie
Kościół zbudowano w 1889 roku na fundamentach dawnej świątyni katolickiej. Poświęcony został 8 grudnia 1945 roku. Na szczególną uwagę zasługuje odrestaurowana chrzcielnica z 1682 roku z warsztatu Christiana Baschego z Trzebiatowa i znajdujące się na niej malowidła. Pierwsze przedstawia świątynię wspartą na pięciu filarach i przykrytą kopułą. Na szczycie budowli – Chrystus, z którego ran tryska krew. Drugie przedstawia klęczącą postać z wagą i mieczem w rękach. Dalej widać mężczyznę siedzącego za stołem na krześle z wysokim oparciem, za krzesłem tablice 10 przykazań. Trzecie malowidło przedstawia mężczyznę z dzieckiem na ręku. Następne malowidła to: postać klęczącego anioła, zdejmującego z twarzy maskę i odwracającego głowę ku bogato ubranej kobiecie z wachlarzem; mężczyzna jadący na jeleniu, w głębi Chrystus, z którego ran tryska krew; wisząca na drążku zasłona, którą odsłania brodaty mężczyzna (Bóg Ojciec).
W kościele zachowała się empora chórowa z organami, na których wyryta jest data: 1889 rok. Empory umocowane na wspornikach z belek o profilowanych czołach, dźwiganych przez czworoboczne słupy, zwieńczone profilowanym gzymsem. Balustrady płycinowe pełne, ozdobione malowidłami o motywach liści ostu i winnych gron. W środkowej płycinie balustrady empory muzycznej  malowidło przedstawiające krzyż i kielich z hostią w promienistej glorii, ozdobionej kłosami zbóż i flankowane przez jelenie.

### Kościoły filialne i kaplice
Parafia posiada swój kościół filialny Matki Bożej Częstochowskiej w Sadlnie.

## Duszpasterze

### Proboszczowie
- ks. Stanisław Czerkawski
- ks. Leon Lis
- ks. Piotr Kurałowicz
- ks. Tadeusz Walczyk
- ks. Andrzej Ziółek
- ks. kan. mgr Marian Nohanowicz
- ks. mgr Marcin Smoliga

## Działalność parafialna

### Wspólnoty parafialne
- Caritas,
- Żywy Różaniec,
- Rada Parafialna,
- ministranci